# Абрау-Дюрсо
Абра́у-Дюрсо́ — село (ранее — посёлок городского типа) в Краснодарском крае. Административный центр сельского округа Абрау-Дюрсо муниципального образования город Новороссийск.

## Этимология
Название села Абрау образовалось от топонима адыг. Абрагъо. Между тем, есть и иные варианты формирования топонима, например от древнеиран. Абрау — «небо» или абх. Абрау — «впадина», тюрк. дюр — «прозрачный» и тюрк. су — «река». Дюрсо (адыг. дюрсу — «четыре источника») — река, впадающая в озеро западнее реки Абрау. 
Адыгская легенда гласит:

… в 15 верстах от Новороссийска по направлению к Анапе в горах, на том месте, где теперь озеро, когда-то стоял большой богатый аул. Горцы, похваляясь своим богатством, захотели дорогу к морю выложить золотой и серебряной монетой. В наказание за их гордость по велению бога аул провалился, и образовалось на том месте озеро.
— 

## География
Абрау-Дюрсо находится в 14 км к западу от Новороссийска (с которым соединено шоссейной дорогой) и в 5 км к северу от побережья моря. Селение расположено на берегу горного озера Абрау, у места впадения в него одноимённой реки Абрау. На месте слияния с рекой Абрау когда-то сформировалась запруда, что привело к образованию озера Абрау-Дюрсо.
В селе небольшая полоска галечного пляжа, отделённая с двух сторон скалами, за которыми начинается дикий пляж. С одной стороны от него располагаются базы отдыха «Моряк» и «Фрегат», а с другой — Малый Лиман (Лиманчик) — небольшое, но живописное пресное озеро на берегу моря. В озере Абрау вода тёплая, чистая, но из-за известняка мутная. С 2012 года в Абрау-Дюрсо действует спортивная учебно-тренировочная база «Футбольный мир», на которой проводятся турниры по футболу и сборы футбольных команд российских дивизионов.

## История
До образования царского имения здесь находилось адыгское селение адыг. ЕкIэх (другое название — адыг. Абрагъо) — «провалившееся». После окончания Кавказской войны и депортации черкесов в 1870 году по указу начальника Черноморского округа генерал-майора Д. В. Пиленко было основано удельное имение царской семьи Абрау-Дюрсо.
Выделение земли для Удельного ведомства было произведено в 1871 году.
При первом межевании площадь под лесом, лугами и степью составляла свыше 7,2 тыс. десятин. Опыты по разведению винограда были начаты под руководством агронома Черноморского округа Ф. И. Гейдука, который в 1872 году закупил за границей селекционные рейнские виноградные лозы сортов Рислинг и Португизер. В 1873—1874 годах часть (около 8 тыс. кустов) была высажена в Абрау-Дюрсо на плантации площадью свыше 3,2 тыс. квадратных саженей. Позже здесь культивировались также сорта Совиньон, Пино-фран и Пино-гри, Траминер и др.
Первый урожай винограда в Абрау-Дюрсо собран в 1877 году. В 1882 году был выстроен специальный подвал, оборудованный для производства вина (в 1886 году — второй подвал на 13,6 тыс. вёдер). К 1882 году винодел Э. А. Ведель создал марочные столовые вина «Рислинг» и «Каберне Абрау». К середине 1890-х годов окончательно сложились типы марочных вин Абрау-Дюрсо: типа «Сотерн», «Лафит», «Бордо», «Бургундское».
В 1891 году главным виноделом Удельного ведомства был назначен князь Л. С. Голицын. В соответствии с его рекомендациями в Абрау-Дюрсо начата подготовка к приготовлению игристого вина шампанским способом (фр. méthode champenoise) и строительству усовершенствованных подвалов. С 1893 года разводили шампанские сорта винограда, вскоре ими было занято около половины всей площади виноградников. В 1894—1900 годах в Абрау-Дюрсо построены здание завода, 5 подвалов-тоннелей, проложена шоссейная дорога к Новороссийску. В 1898 году выпущена первая партия шампанского с маркой «Абрау». В 1899 году из Судака в Абрау-Дюрсо переведён весь персонал специалистов по производству шампанского.
В 1920 году на основе бывшего царского имения был создан винодельческий совхоз «Абрау-Дюрсо».
В этот период руководителем предприятия являлся А. М. Фролов-Багреев (1877—1953) — основоположник советской разновидности резервуарного метода производства игристых вин. Первый тираж советского шампанского в количестве 36 тысяч бутылок был произведён резервуарным методом под руководством А. М. Фролова-Багреева в 1928 году.
28 июля 1936 года на заседании Политбюро, при личном участии И. В. Сталина, было принято Постановление Совнаркома СССР и ЦК ВКП(б) «О производстве Советского шампанского, десертных и столовых вин». Данное постановление предусматривало внедрение широкого производства «Советского шампанского» резервуарным методом на существующих заводах (в том числе, на заводе «Абрау-Дюрсо»).
5 февраля 1937 года издано Постановление Совета Народных Комиссаров СССР № 213 «О расширении сырьевой базы для производства советского шампанского и высококачественных десертных вин в колхозах РСФСР» для использования предприятием «Абрау-Дюрсо» (п. 1):

Сосредоточить сырьевую базу для производства Советского шампанского в РСФСР: а) в основном — на территории, прилегающей к району расположения существующего шампанского производства в совхозе „Абрау-Дюрсо“: в районах Новороссийском, Анапском, Геленджикском и Темрюкском, Азово-Черноморского края.

Совхоз и завод Абрау-Дюрсо были выделены в отдельный населённый пункт (рабочий посёлок) 23 июля 1948 года. В конце 2000-x годов посёлок городского типа Абрау-Дюрсо преобразован в село.

## Население
| 1926  | 1959  | 1970  | 1979  | 1989  | 1996  | 2002  |
| ----- | ----- | ----- | ----- | ----- | ----- | ----- |
| 1079  | ↗3462 | ↘2691 | ↗3505 | ↘2792 | ↗4328 | ↘2982 |
| 2010  | 2021  |       |       |       |       |       |
| ↗3519 | ↗3752 |       |       |       |       |       |

Национальный состав по переписи 2002 года:
- русские — 2 750 чел. (92,2 %),
- украинцы — 75 чел. (2,5 %),
- армяне — 42 чел. (1,4 %),
- другие национальности — 115 чел. (3,9 %).

## Экономика
Завод шампанских вин «Абрау-Дюрсо» — крупнейший в России производитель, выпускающий игристое вино как по классической технологии шампанизации, так и резервуарным методом. Производство игристых и столовых вин в 2005 году составило 5,8 млн бутылок (410 тыс. декалитров).

## Культура и достопримечательности
В районе населённого пункта — зоны массового отдыха.
В Абрау-Дюрсо находится музей шампанского. С 1 мая 2016 года в здании старого завода шампанских вин работает «Центр современного искусства М’АРС»
С 7 по 11 сентября 2016 в посёлке Партией Роста проводился молодёжный образовательный «Форум Роста».

## Фотогалерея

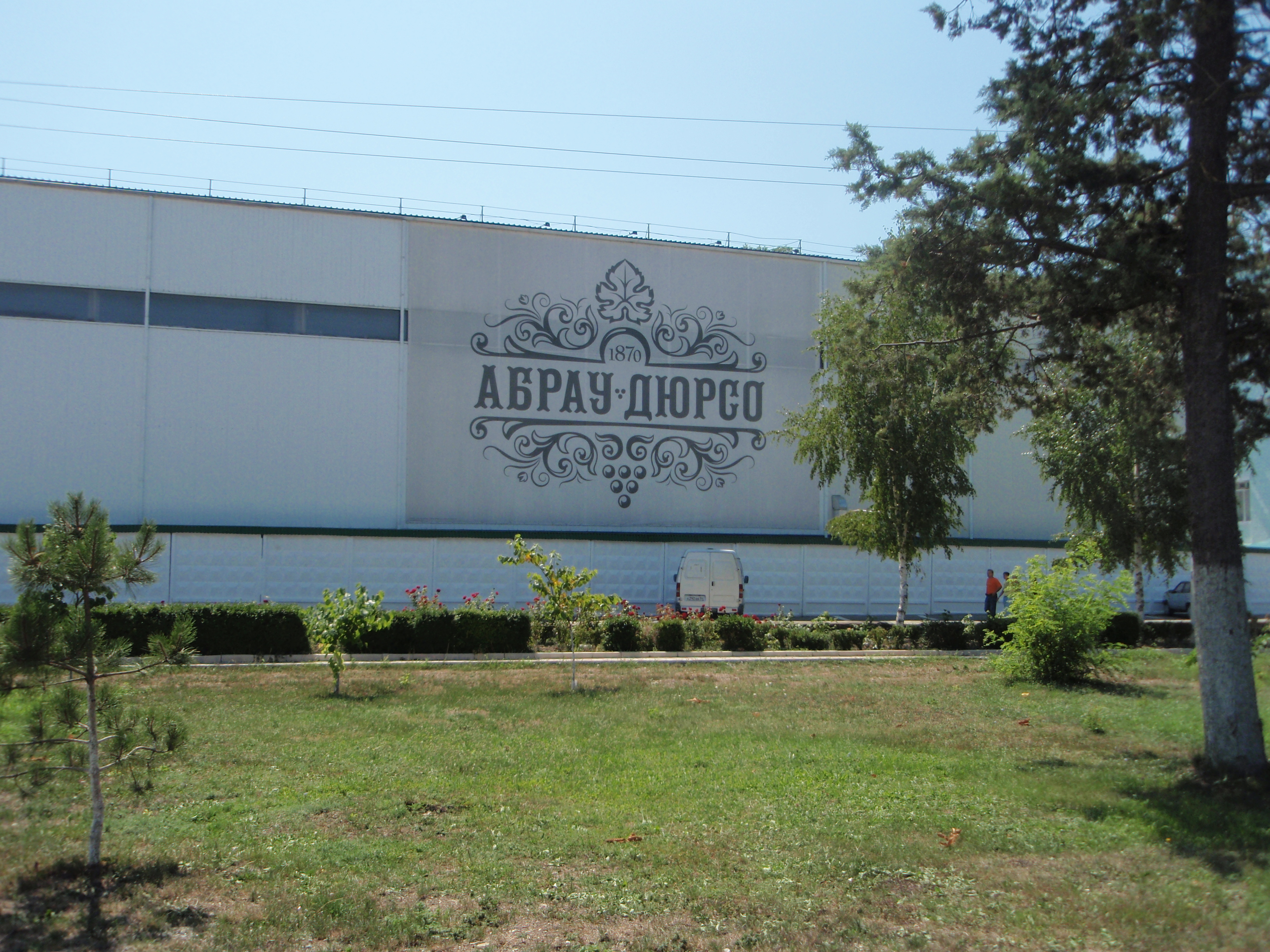
Винный завод «Абрау-Дюрсо»
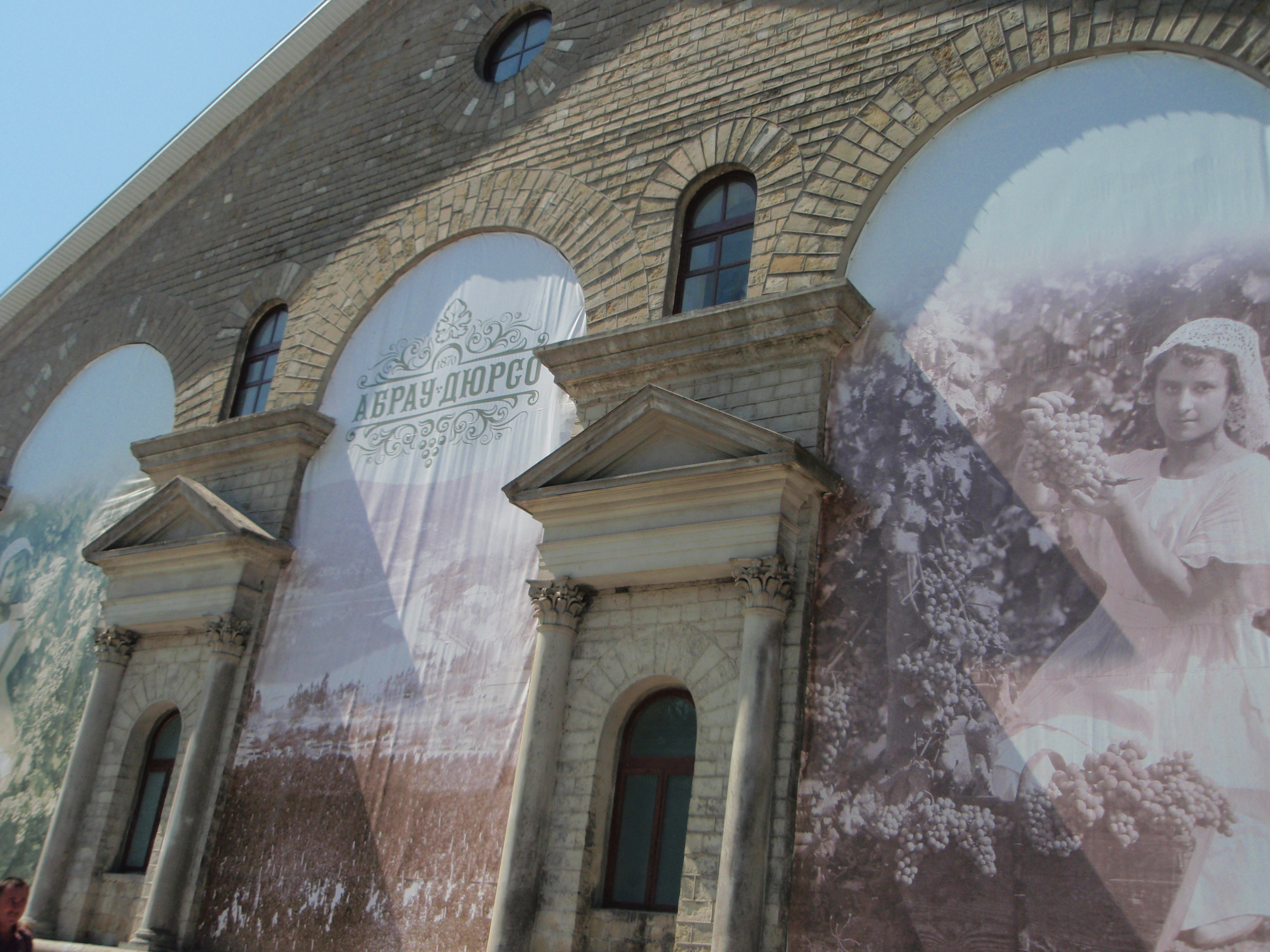
Главное здание винного завода «Абрау-Дюрсо»
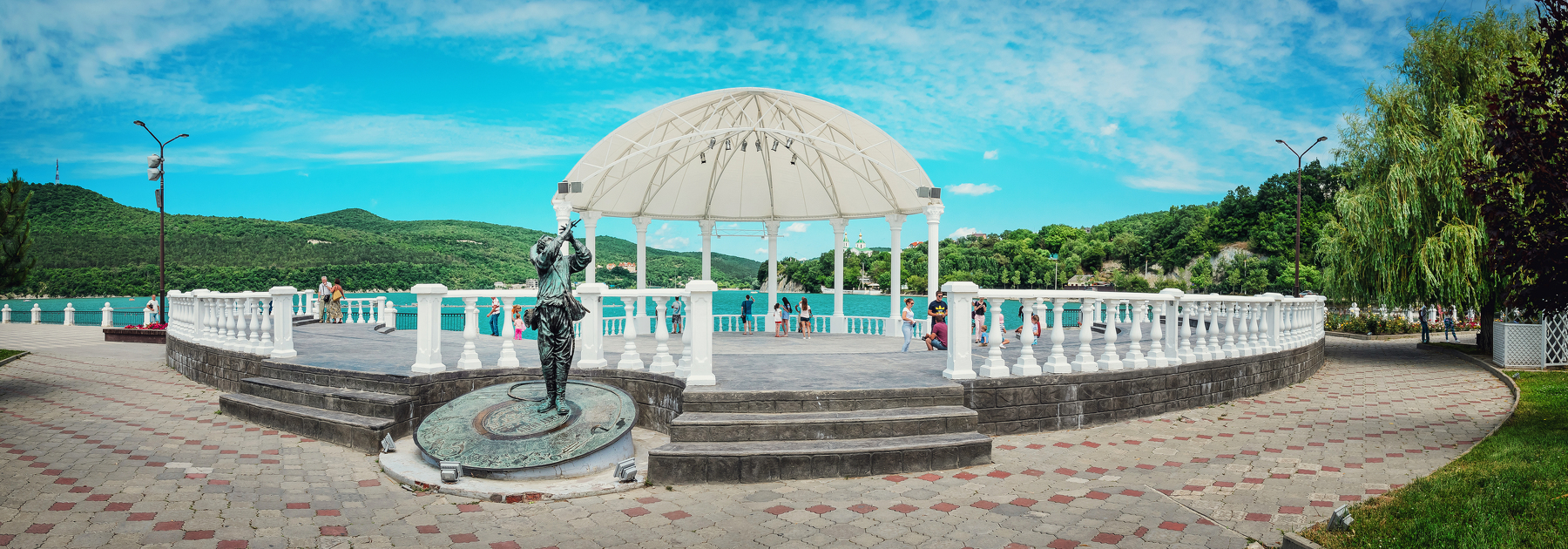
Амфитеатр на набережной
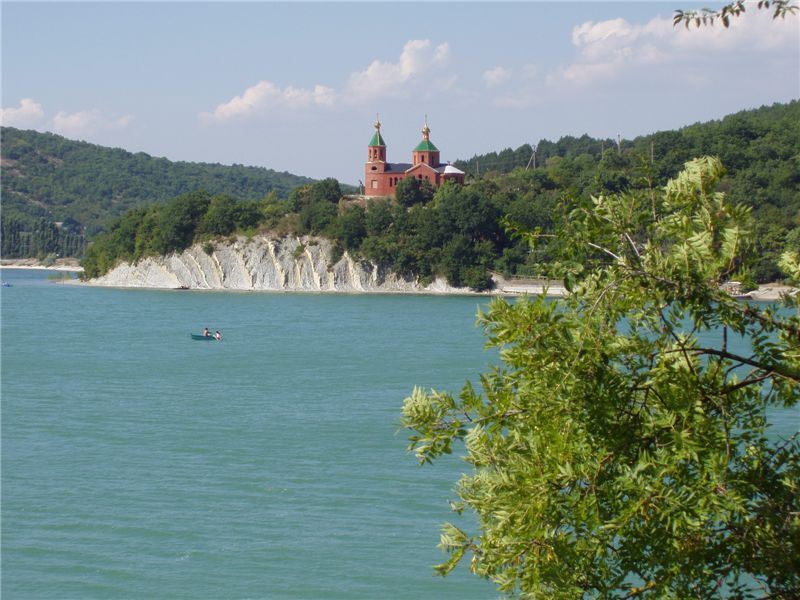
Озеро Абрау
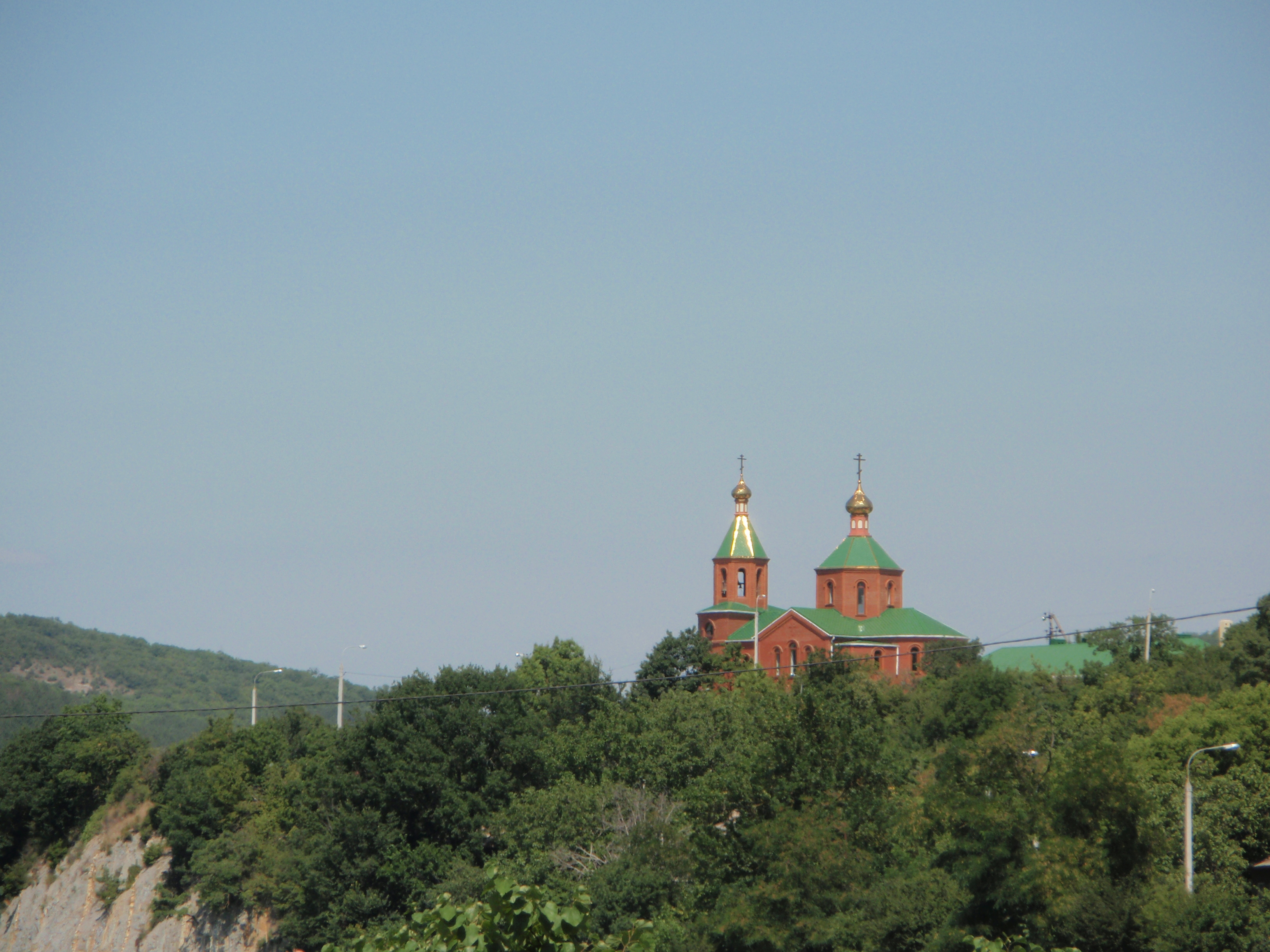
Церковь на берегу озера Абрау
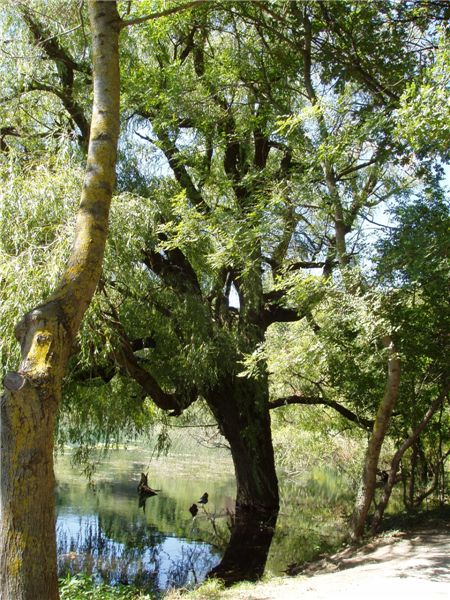
Озеро Сладкий Лиманчик

## Топографические карты
- Лист карты L-37-112 Новороссийск. Масштаб: 1 : 100 000. Состояние местности на 1985 год. Издание 1990 г.